# Magliaso
Magliaso es una comuna suiza del cantón del Tesino, situada en el distrito de Lugano, círculo de Magliasina. Limita del noroeste con la comuna de Neggio, al norte con Agno, al este con Collina d'Oro, al sureste con Carabietta, al sur con Caslano, y al oeste con Pura.